# ماقبل تاریخ ۲
«ماقبل تاریخ ۲» (انگلیسی: Prehistorik 2) یک بازی ویدئویی در سبک سکوبازی است که توسط و در سال ۱۹۹۳ و در پلت‌فرم‌های داس، آمستراد سی‌پی‌سی، و سوپر نینتندو منتشر شده‌است.